# Domingo Godoy Cruz
Domingo Hilarión Godoy Cruz (Santiago, 13 de enero de 1847-ibíd., 16 de julio de 1916) fue un abogado, diplomático y político chileno.

## Familia y estudios
Hijo de Pedro Godoy Palacios y Rosario Cruz, fue hermano de Joaquín Godoy Cruz.: 433 
Estudió en el Instituto Nacional y luego cursó Leyes en la Universidad de Chile; obtuvo el título de abogado en 1882. Durante su carrera, interrumpió en diversas oportunidades sus estudios, porque se dedicó en esos intervalos, a servir al país. Desde que fue estudiante, colaboró en periodismo y escribió en La Libertad y La Aurora; más tarde, redactó en el diario La República, en 1869.
Se casó el 28 de abril de 1887, con Victoria Pérez Díaz y tuvieron hijos.

## Carrera política
Fue miembro del Partido Liberal Democrático.
En 1871 fue nombrado jefe de la sección diplomática del Ministerio de Relaciones Exteriores.
Fue elegido diputado suplente por Freirina, por el período 1873-1876. Posteriormente fue elegido diputado suplente por San Carlos, por el período 1879-1882.

### Encarcelamiento por espionaje en Perú
En 1879 fue nombrado ministro plenipotenciario en Colombia y Venezuela.
Tras su nombramiento como ministro plenipotenciario de Chile en Colombia, Godoy Cruz se embarcó el 17 de mayo en Valparaíso con rumbo a Panamá (Colombia, en aquel entonces) en el mercante británico Amazonas, que pertenecía aún a la Pacific Steam Navigation Company. Godoy Cruz debía esperar en el Callao durante cinco días la llegada de la nave que lo llevaría a su destino.: 553–554 
En prevención de su encarcelamiento, Godoy solicitó al Comandante de la nave USS Pensacola de los EE. UU. la protección de su nave, lo cual fue negado por el capitán.: 559  Después de trasbordar a la nave Paita, también de la PSNC, fue obligado el 1 de junio a bajar de la nave junto a su secretario Belisario Vial y fue encarcelado en Perú bajo el cargo de espionaje.: 307  Al día siguiente fue trasladado a Tarma, en la Sierra peruana.
El 8 de agosto el ministro de RR. EE de Colombia solicitó a Perú la liberación del diplomático que debía atender las relaciones con Chile, pero no fue liberado.: 27  
El 17 de agosto en Tarma se pudo comunicar con los prisioneros del Carabineros de Yungay y ese día llegaron también los sobrevivientes de la Esmeralda.
El Primer Convenio de Ginebra, al que ambos países adherían, tenía previsto el intercambio de prisioneros si ambas partes estaban de acuerdo. Ambos gobiernos acordaron solicitar a Gran Bretaña servir de gestor para preparar el intercambio. El 23 de noviembre y el 8 de diciembre se firmaron los protocolos entre el representante peruano don Rafael Valverde y el ministro residente de su Majestad británica en Perú Spencer Saint John, quien contaba con amplias atribuciones otorgadas por el Gobierno de Chile. El acuerdo contemplaba el principio de hombre por hombre y grado por grado, tal como lo sugería la usanza de la época. En particular se acordó como señala la tabla a la derecha.
| Chilenos                                                                                   | Aliados                                                                                                |
| ------------------------------------------------------------------------------------------ | --- |
| Diplomáticos Domingo Godoy y Belisario Vial                                                | Coronel boliviano Francisco Villegas (capturado en la Batalla de Dolores) y el teniente Manuel Delgado |
| Tripulantes de la Esmeralda                                                                | Tripulantes del Huáscar                                                                                |
| Tripulantes del Rímac y tropa del Carabineros de Yungay                                    | Tripulantes del Huáscar                                                                                |
| Tripulantes del Rímac y tropa del Carabineros de Yungay                                    | Tripulantes de la Pilcomayo                                                                            |
| Quedaron en Perú 19 soldados del Carabineros de Yungay que debieron ser canjeados después. | |

El 31 de diciembre se embarcaron de regreso a Chile en el vapor Bolivia gracias a un intercambio de prisioneros promovido por la diplomacia británica.: 553–558  (Ver discursos y comentarios en Chile en Recopilación de Pascual Ahumada.)
Durante su secuestro fue reemplazado en Colombia por Francisco Valdés Vergara.
En 1882 fue nombrado embajador en Ecuador, donde permaneció durante dos años.

### Tras la Guerra
En 1889 fue nombrado Juez del Crimen de Santiago. Finalmente en el Congreso, fue elegido senador por Biobío, en el Congreso Constituyente de 1891, celebrado entre el 15 de abril y el 18 de agosto de ese año.
Fue nombrado ministro de Relaciones Exteriores, Culto y Colonización, el 15 de octubre de 1890 hasta el 12 de marzo de 1891; paralelamente fue nombrado ministro del Interior subrogante, el 7 de enero hasta el 23 de febrero de 1891; antes de la caída del gobierno de José Manuel Balmaceda Fernández. En este ministerio estaba, cuando estalló la revolución, el 7 de enero de 1891, y fue quien firmó con Balmaceda el Decreto en que el mandatario asumió todo el poder público.
Tras la batalla de Placilla se lo despojó de su investidura de juez del crimen y lo llevó al destierro a Argentina, hasta 1896, año en que regresó a Santiago, y donde vivió modestamente sus últimos años.